# Luigi Paterlini
Luigi Paterlini   (Brescia, 9 d'agost de 1923 - Brescia, 1974) va ser un atleta italià, especialista en el 400 metres, que va competir durant la dècada de 1940.
El 1948 va prendre part en els Jocs Olímpics de Londres, on abandonà en la final dels 4x400 metres relleus del programa d'atletisme.
En el seu palmarès destaca una medalla de plata en la cursa dels 4x400 metres del Campionat d'Europa d'atletisme de 1950. Formà equip amb Baldassare Porto, Armando Filiput i Antonio Siddi. També guanyà set campionats nacionals: dos dels 400 metres (1945, 1948), un dels 400 metres tanques (1945) i quatre dels 4x400 metres (1942, 1943, 1945, 1948). El 1950 establí el rècord nacional dels 4x400 metres.

## Millors marques
- 400 metres. 47.9" (1948)
- 400 metres tanques. 54.9" (1950)[1][5]